# Календар избора 2009.
Календар избора 2009. је списак непосредних државних избора и референдума у свету у 2009. години.

## Јануар
- 18. јануар: Ел Салвадор - Парламент
- 25. јануар: Боливија - Референдум

## Фебруар
- 8. фебруар: Туркменистан - Парламент (3. круг)
- 8. фебруар: Монако - Парламент
- 8. фебруар: Швајцарска - Референдум
- 10. фебруар: Израел - Парламент
- 12. фебруар: Француска Полинезија - Председник (у парламенту)
- 15. фебруар: Венецуела - Референдум

## Март
- 3. март: Савезне Државе Микронезије - Парламент
- 8. март: Северна Кореја - Парламент
- 12. март: Антигва и Барбуда - Парламент
- 15. март: Ел Салвадор - Председник
- 18. март: Азербејџан - Референдум
- 21. март: Словачка - Председник (1. круг)
- 22. март: Македонија - Председник (1. круг)
- 29. март: Црна Гора - Парламент и Локални
- 29. март: Мајот - Референдум

## Април
- 4. април: Словачка - Председник (2. круг)
- 5. април: Македонија - Председник (2. круг)
- 5. април: Молдавија - Парламент
- 19. април: Хаити - Сенат (1. круг)
- 19. април: Северни Кипар - Парламент
- 22. април: Јужноафричка Република - Парламент
- 25. април: Исланд - Парламент
- 26. април: Андора - Парламент
- 26. април: Еквадор - Председник и Парламент

## Мај
- 3. мај: Панама - Председник и Парламент
- 9. мај: Малдиви - Парламент
- 10. мај: Нова Каледонија - Парламент
- 16. мај: Кувајт - Парламент
- 17. мај: Швајцарска - Референдум
- 17. мај: Комори - Референдум
- 17. мај: Хрватска - Локални
- 19. мај: Малави - Председник и Парламент
- 20. мај: Кајманска острва - Парламент и Референдум
- 20. мај: Молдавија - Председник (1. круг)
- 23. мај: Немачка - Председник
- 24. мај: Монголија - Председник

## Јун
- 2. јун: Гренланд - Парламент
- 3. јун: Молдавија - Председник (2. круг)
- 4. - 7. јун: Европска унија - Европски Парламент
- 7. јун: Данска - Референдум
- 7. јун: Луксембург - Парламент
- 7. јун: Либан - Парламент
- 12. јун: Иран - Парламент
- 21. и 22. јун: Италија - Референдум
- 21. јун: Хаити - Сенат (2. круг)
- 28. јун: Албанија - Парламент
- 28. јун: Аргентина - Парламент
- 28. јун: Гвинеја Бисао - Председник (1. круг)

## Јул
- 5. јул: Бугарска - Парламент
- 5. јул: Мексико - Парламент
- 12. јул: Република Конго - Председник
- 18. јул: Мауританија - Председник
- 23. јул: Киргистан - Председник
- 26. јул: Гвинеја Бисао - Председник (2. круг)
- 29. јул: Молдавија - Парламент

## Август
- 4. август: Нигер - Референдум
- 20. август: Авганистан - Председник
- 30. август: Габон - Председник
- 30. август: Јапан - Парламент

## Септембар
- 12. септембар: Турска - Референдум
- 14. септембар: Норвешка - Парламент
- 27. септембар: Немачка - Парламент
- 27. септембар: Португал - Парламент
- 27. септембар: Швајцарска - Референдум

## Октобар
- 2. октобар: Ирска - Референдум
- 4. октобар: Грчка - Парламент
- 16. октобар: Боцвана - Парламент
- 20. октобар: Нигер - Парламент
- 25. октобар: Тунис - Председник и Парламент
- 25. октобар: Уругвај - Парламент и Референдум (1. круг)
- 28. октобар: Мозамбик - Председник и Парламент

## Новембар
- 10. новембар: Молдавија - Предсдник (1. круг)
- 22. новембар: Румунија - Председник (1. круг) и Референдум
- 27. и 28. новембар: Намибија - Председник и Парламент
- 29. новембар: Екваторијална Гвинеја - Председник
- 29. новембар: Уругвај - Председник
- 29. новембар: Швајцарска - Референдум

## Децембар
- 6. децембар: Боливија - Председник и Парламент
- 6. децембар: Комори - Парламент (1. круг)
- 6. децембар: Румунија - Председник (2. круг)
- 13. децембар: Чиле - Председник и Парламент (1. круг)
- 18. децембар: Доминика - Парламент
- 20. децембар: Комори - Парламент (2. круг)
- 27. децембар: Узбекистан - Парламент
- 27. децембар: Хрватска - Председник (1. круг)